# みーんな、宇宙人。
『みーんな、宇宙人。』（みーんな、うちゅうじん。）は、2024年6月7日公開の日本映画。監督は宇賀那健一。主演は兵頭功海、菊地姫奈、西垣匠、三原羽衣、草川拓弥、YU。
2024年6月7日から全国28館の劇場で上映を開始し、計43館。メイン館であるヒューマントラストシネマ渋谷、池袋シネマ・ロサ、シネマート新宿では、公開後3日間満席状態が続いた。また、6月10に発表された6月7日〜9日の週末観客動員数ミニシアターランキング部門で初登場第3位にランクイン。
また、公開初日の6月7日と8日には、メインキャストが登壇する舞台挨拶が行われた。

## あらすじ
ある日、もじゃもじゃの毛が生えた見たことのない生き物「モジャ」が、地球の害虫である人間を駆除するため、はるばる地球へやって来る。
兵頭功海演じるセイヤのもとにミント、菊地姫奈演じるミサトのもとにオレンジ、西垣匠演じるショウのもとにピーチ、三原羽衣演じるレイのもとにオリーブ、草川拓弥演じるヒロトのもとにクロウ、YU演じるリュウのもとにグレープと、次々に「モジャ」が出現。

彼らと同じ時間を過ごし会話を通していく中で、お互いのことを少しづつ理解し始め、「モジャ」たちの気持ちに変化が表れる……。

## キャスト
- セイヤ：兵頭功海
- ミサト：菊地姫奈
- ショウ：西垣匠
- レイ：三原羽衣
- ヒロト：草川拓弥
- リュウ：YU
- ラスボス：麿赤兒
- ミント：関本巧文
- オレンジ：詩歩
- ピーチ：冬由
- オリーブ：儀間咲彩
- クロウ：佐々木穂高
- グレープ：栗山かほり
- アキ：小出薫
- ヒサオ：内木英二
- カスミ：石原由希
- 居酒屋の店員A：渡辺紘文
- 居酒屋の店員B：小川ガオ
- 笹口騒音オーケストラ：笹口騒音オーケストラ
- 通行人A：白土りょうすけ
- 通行人B：白石望莱
- 通行人C：宗形咲季
- 通行人D：木夏咲
- 通行犬：コロ

## スタッフ
- 監督：宇賀那健一
- 脚本：宇賀那健一
- 撮影：古屋幸一
- 照明：加藤大輝、淡路利之、津田道典
- 録音：茂木祐介、Keefar、古茂田耕吉
- 整音・効果・MA：Keefar
- スタイリスト：中村もやし
- ヘアメイク：くつみ綾音、寺沢ルミ
- 助監督：國谷陽介、岩屋拓郎、可児正光
- 特殊造型：千葉美生、遠藤斗貴彦
- 造型協力：TOXIC Effects
- 編集：CO２、佐原孝兵
- VFX：若松みゆき
- エグゼクティブプロデューサー：戸川貴詞
- アシスタントプロデューサー：比嘉七海
- 宣伝：足立有
- 主題歌：NIKO NIKO TAN TAN「No Time To Lose」
- 劇中曲：笹口騒音オーケストラ、笹口騒音ハーモニカ、笹口騒音コンピューター
- 制作：株式会社Vandalism
- 配給：エクストリーム
- 製作：CAELUM

## 関連商品
| 規格 | タイトル                     | 発売年月日   | 発売元               | 品番                                                            | 備考 |
| ---- | ---------------------------- | ------------ | -------------------- | --------------------------------------------------------------- | ---- |
| CD   | NIKO NIKO TAN TAN 『新喜劇』 | 2024年8月7日 | Victor Entertainment | NZS-970（VICTOR ONLINE STORE限定盤） VICL-65979（通常盤（CD）） |      |

## MetaMoja
As A Man ThinkETH

略して「#AAMTETH」

MetaMojaは、一体一体を制作した全3,333体のNFTにおける3DCGコレクション。MetaMojaは、「MetaSamurai 」を手掛ける「1BLOCK STUDIO」との協業により制作されている。 新たな映画プロモーション施策として、映画『みーんな、宇宙人。』より制作された。映画という分野を超え、次元を超えた世界規模のマーケットを対象にし、新たなターゲット層の映画館への集客を狙っている。

## NYLON JAPAN Moja ISSUE
NYLON JAPAN20周年を記念して製作された『みーんな、宇宙人。』の劇場公開前に、特別号として『NYLON JAPAN Moja ISSUE』が発売された。 両面表紙には、メインキャスト6名が織りなす6様の世界観を楽しめる創りになっている。特別号の中面は主に、メインキャスト6名と各モジャのファッションストーリーが掲載されており、他にもラスボスを務めた麿赤兒ら豪華俳優陣や、映画の主題歌『No Time To Lose』を歌ったNIKO NIKO TAN TANの撮り下ろしとインタビューが特集されている。
| 規格 | タイトル                                      | 発売年月日    | 発売元           | ISBN          | 値段            |
| ---- | --------------------------------------------- | ------------- | ---------------- | ------------- | --------------- |
| 雑誌 | NYLON JAPAN Moja ISSUE KATSUMI HYODO × MINT   | 2024年5月31日 | カエルム株式会社 | 4571251003554 | 1,650円（税込） |
| 雑誌 | NYLON JAPAN Moja ISSUE HINA KIKUCHI × ORANGE  | 2024年5月31日 | カエルム株式会社 | 4571251003561 | 1,650円（税込） |
| 雑誌 | NYLON JAPAN Moja ISSUE SHO NISHIGAKI × PEACH  | 2024年5月31日 | カエルム株式会社 | 4571251003578 | 1,650円（税込） |
| 雑誌 | NYLON JAPAN Moja ISSUE UI MIHARA × OLIVE      | 2024年5月31日 | カエルム株式会社 | 4571251003585 | 1,650円（税込） |
| 雑誌 | NYLON JAPAN Moja ISSUE TAKUYA KUSAKAWA × CROW | 2024年5月31日 | カエルム株式会社 | 4571251003592 | 1,650円（税込） |
| 雑誌 | NYLON JAPAN Moja ISSUE YU × GRAPE             | 2024年5月31日 | カエルム株式会社 | 4571251003608 | 1,650円（税込） |

## 関連記事
- 完全オリジナル映画『みーんな、宇宙人。』製作決定！『モジャ』がオムニバス長編映画になって帰ってきた！ メインキャスト兵頭功海、宇賀那健一監督、戸川貴詞プロデューサーからのコメント&ティザービジュアル公開｜NYLON JAPAN
- 完全オリジナルのオムニバス長編映画『みーんな、宇宙人。』 菊地姫奈、西垣匠、三原羽衣、草川拓弥、YU らメインキャスト 5 名のほか、追加キャストを発表！｜NYLON JAPAN
- #みーんな、宇宙人。｜CYAN
- みーんな、宇宙人。｜HIGHSNOBIETY JAPAN